# 경상남도의 유형문화재 (제301호 ~ 제400호)
경상남도 유형문화재는 지방유형문화재 중에서 경상남도에 있는 문화재를 의미한다.

## 지정목록

### 제301호 ~ 제400호
| 번호  | 사진 | 명칭                                                                                  | 소재지                                           | 관리자 (단체)          | 지정일                                                                     | 참조 |
| 301호 |      | 합천 박소 신도비 (陜川 朴紹 神道碑)                                                   | 경남 합천군 묘산면 화양리 산53-4                 | 반남박씨문중           | 1994년 7월 4일 지정, 2018년 12월 20일 명칭변경                             |      |
| 302호 |      | 강의영효행추거문서 (姜義永孝行推擧文書)                                               | 경남 의령군                                      | 강원매                 | 1995년 5월 2일 지정                                                        |      |
| 303호 |      | 손영제 추천문집 및 손석좌 성은당문집 목판 (孫英濟 鄒川文集 및 孫碩佐 星隱堂文集 木板) | 경남 밀양시 교동 208                             | 밀양손씨문중           | 1995년 5월 2일 지정                                                        |      |
| 304호 |      | 김지대 영헌공실기 목판 (金之岱 英櫶公實記 木板)                                       | 경남 밀양시 청도면 사곡리 366                    | 청도김씨종중           | 1995년 5월 2일 지정, 2018년 12월 20일 명칭변경                             |      |
| 305호 |      | 오우실기 목판 (五友實記 木板)                                                         | 경남 밀양시 삼량진읍 613-1                       | 민씨종중               | 1995년 5월 2일 지정, 2018년 12월 20일 명칭변경                             |      |
| 306호 |      | 밀양 삼강사비 (密陽 三江祠碑)                                                         | 경남 밀양시 삼량진읍 613-1                       | 민씨종중               | 1995년 5월 2일 지정, 2018년 12월 20일 명칭변경                             |      |
| 307호 |      | 거창 모리재 (居昌 某里齋)                                                             | 경남 거창군                                      | 정완수                 | 1995년 5월 2일 지정                                                        |      |
| 308호 |      | 밀양 십이경도 병풍 (密陽 十二景圖 屛風)                                               | 경남 밀양시 내일동 18                            | 밀양시                 | 1996년 3월 11일 지정, 2018년 12월 20일 명칭변경                            |      |
| 309호 |      | 이장곤교지 (李長坤敎旨)                                                               | 경남 창녕군 대합면 평지리 29-4                   | 이헌덕                 | 1996년 3월 11일 지정                                                       |      |
| 310호 |      | 산청 심적정사 석조불상군 (山淸 深寂精寺 石造佛像群)                                   | 경남 산청군 산청읍 꽃봉산로133번길 15 (지리)     | 심적사                 | 1996년 3월 11일 지정                                                       |      |
| 311호 |      | 거창 송림사지 석조여래좌상 (居昌 松林寺址 石造如來坐像)                               | 경남 거창군                                      | 거창박물관             | 1996년 3월 11일 지정, 2018년 12월 20일 명칭변경                            |      |
| 312호 |      | 송병선 연재문집 목판 (宋秉璿 淵齋文集 木板)                                           | 경남 거창군                                      | 성암사                 | 1996년 3월 11일 지정, 2018년 12월 20일 명칭변경                            |      |
| 313호 |      | 김교 적개공신 교서 (金嶠 敵愾功臣 敎書)                                               | 경남 함양군 함양읍 용평리                        | 김영철                 | 1997년 1월 30일 지정, 2018년 12월 20일 명칭변경                            |      |
| 314호 |      | 응윤 경암집 목판 (應允 鏡巖集 木板)                                                   | 경남 함양군 함양읍 추성리                        | 벽송사                 | 1997년 1월 30일 지정, 2018년 12월 20일 명칭변경                            |      |
| 315호 |      | 함양 벽송사 묘법연화경 목판 (咸陽 碧松寺 妙法蓮華經 木板)                             | 경남 함양군 함양읍 추성리                        | 벽송사                 | 1997년 1월 30일 지정, 2018년 12월 20일 명칭변경                            |      |
| 316호 |      | 함양 벽송사 벽송당 지엄 진영 (咸陽 碧松寺 壁松堂 智嚴 眞影)                           | 경남 함양군 함양읍 추성리                        | 벽송사                 | 1997년 1월 30일 지정, 2018년 12월 20일 명칭변경                            |      |
| 317호 |      | 이원 청향당실기 목판 (李源 淸香堂實紀 木板)                                           | 경남 함양군 병곡면 송평리 547                    | 이한규                 | 1997년 1월 30일 지정, 2018년 12월 20일 명칭변경                            |      |
| 318호 |      | 함양 용산사지 석조여래입상 (咸陽 龍山寺址 石造如來立像)                               | 경남 함양군 함양읍 운림리 289                    | 보림사                 | 1997년 1월 30일 지정, 2018년 12월 20일 명칭변경                            |      |
| 319호 |      | 함양 대덕리 마애여래입상 (咸陽 大德里 磨崖如來立像)                                   | 경남 함양군 함양읍 대덕리 159-7                  | 함양군                 | 1997년 1월 30일 지정, 2018년 12월 20일 명칭변경                            |      |
| 320호 |      | 거창 초계정씨 종가 소장 고문서 (居昌 草溪鄭氏 宗家 所藏 古文書)                       | 경남 거창군                                      | 정완수                 | 1997년 1월 30일 지정, 2015년 2월 12일 해제, 한국학중앙연구원으로 관외 반출 |      |
| 321호 |      | 정온 동계문집 목판 (鄭蘊 桐溪文集 木板)                                               | 경남 거창군 위천면 강천리 1678                   | 거창군                 | 1997년 1월 30일 지정, 2018년 12월 20일 명칭변경                            |      |
| 322호 |      | 거창 강남사지 석조여래입상 (居昌 江南寺址 石造如來立像)                               | 경남 거창군 위천면 상천리 725-4                  | 거창군                 | 1997년 1월 30일 지정, 2018년 12월 20일 명칭변경                            |      |
| 323호 |      | 거창 감악사지 승탑 (居昌 紺岳寺址 僧塔)                                               | 경남 거창군 신원면 구사리 산 12-1                | 거창군                 | 1997년 1월 30일 지정, 2018년 12월 20일 명칭변경                            |      |
| 324호 |      | 거창 농산리 음각선인상 입석 (居昌 農山里 陰刻仙人像 立石)                             | 경남 거창군 고제면 농산리 753-3                  | 입석마을               | 1997년 1월 30일 지정, 2018년 12월 20일 명칭변경                            |      |
| 325호 |      | 영호 윤경남 유품 (瀯湖 尹景男 遺品)                                                   | 경남 거창군 거창읍 금천면 216-5                  | 거창군                 | 1997년 1월 30일 지정, 2018년 12월 20일 명칭변경                            |      |
| 326호 |      | 거창 윤경남 생가 (居昌 尹景男 生家)                                                   | 경남 거창군                                      | 윤원생                 | 1997년 1월 30일 지정                                                       |      |
| 327호 |      | 창녕 보림사지 승탑 (昌寧 寶林寺址 僧塔)                                               | 경남 창녕군 영산면 구계리 산 86-2                | 창녕군                 | 1997년 1월 30일 지정, 2018년 12월 20일 명칭변경                            |      |
| 328호 |      | 석계집책판 (石溪集冊板)                                                               | 경남 창녕군                                      | 성병돈                 | 1997년 1월 30일 지정, 2015년 2월 12일 해제, 관외 반출(대구)                |      |
| 329호 |      | 합천 해인사 경학원 (陜川 海印寺 經學院)                                               | 경남 합천군 가야면 해인사길 122                  | 해인사                 | 1997년 1월 30일 지정                                                       |      |
| 330호 |      | 정인홍 관련 문적 (鄭仁弘 關聯 文籍)                                                   | 경남 합천군                                      | 정상원                 | 1997년 1월 30일 지정, 2018년 12월 20일 명칭변경                            |      |
| 331호 |      | 정인홍 선대 증직교지류 (鄭仁弘 先代 贈職 敎旨)                                        | 경남 합천군                                      | 정상원                 | 1997년 1월 30일 지정, 2018년 12월 20일 명칭변경                            |      |
| 332호 |      | 정릉교첩및교지류 (鄭稜敎牒및敎旨類)                                                   | 경남 합천군 가야면 가야시장로 48                 | 정상원                 | 1997년 1월 30일 지정                                                       |      |
| 333호 |      | 함양대대리마애여래입상 (咸陽大垈里磨崖如來立像)                                       | 경남 함양군 안의면 대대리 산30-1                 | 안의면                 | 1997년 1월 30일 지정                                                       |      |
| 334호 |      | 남원양씨 용성세고 목판 (南原梁氏 龍城世稿 木板)                                       | 경남 함양군 지곡면 공배리 525                    | 남원양씨문중           | 1997년 1월 30일 지정, 2018년 12월 20일 명칭변경                            |      |
| 335호 |      | 창원 성주사 석조관음보살입상 (昌原 聖住寺 石造觀音菩薩立像)                           | 경남 창원시 성산구 곰절길191(천선동)성주사       | 성주사                 | 1997년 12월 31일 지정, 2018년 12월 20일 명칭변경                           |      |
| 336호 |      | 성주사감로왕탱 (聖住寺甘露王幀)                                                       | 경남 창원시                                      | 성주사                 | 1998년 11월 13일 지정, 2012년 1월 5일 해제, 보물 제1732호로 승격           |      |
| 337호 |      | 함양 안국사 은광대화상 승탑 (咸陽 安國寺 隱光大和尙 僧塔)                             | 경남 함양군 마천면 가흥리 산17-2                 | 안국사                 | 1998년 11월 13일 지정, 2018년 12월 20일 명칭변경                           |      |
| 338호 |      | 합천 죽고리 석조비로자나삼존상 (陜川 竹古里 石造毘盧舍那三尊象)                       | 경남 합천군 적중면 죽고리 산101                  | 합천군                 | 1998년 11월 13일 지정, 2018년 12월 20일 명칭변경                           |      |
| 339호 |      | 박선승 관련 고문서 (朴善承 關聯 古文書)                                               | 경남 밀양시 상동면 가곡리 261                    | 밀성박씨가곡종중       | 1998년 11월 13일 지정, 2018년 12월 20일 명칭변경                           |      |
| 340호 |      | 태조어제고명서 (太祖御製誥命書)                                                       | 경남 산청군 단성면 남사리 339-1                  | .                      | 1998년 11월 13일 지정, 1999년 6월 19일 해제, 보물 제1294호로 승격          |      |
| 341호 |      | 남양홍씨 병신보 목판 (南陽洪氏 丙申譜 木板)                                           | 경남 함양군 함양읍 백천리                        | 남양홍씨문중           | 1998년 11월 13일 지정, 2018년 12월 20일 명칭변경                           |      |
| 342호 |      | 이후경 외재집 및 이도보 익암집 목판 (李厚慶 畏齋集 및 李道輔 益庵集 木版)             | 경남 창녕군 길곡면 증산리 1235-1                 | 벽진이씨외재공파종중   | 1998년 11월 13일 지정, 2018년 12월 20일 명칭변경                           |      |
| 343호 |      | 문위 관련 고문서 (文緯 關聯 古文書)                                                   | 경남 거창군                                      | 거창군                 | 1998년 11월 13일 지정, 2018년 12월 20일 명칭변경                           |      |
| 344호 |      | 밀양박씨종중 유품 및 고문서 (密陽朴氏宗中 遺品 및 古文書)                             | 경남 밀양시 무안면 연상리 394                    | 박병륜                 | 1998년 11월 13일 지정, 2018년 12월 20일 명칭변경                           |      |
| 345호 |      | 밀양영산정사고불서 (密陽靈山精舍古佛書)                                               | 경남 밀양시 무안면 가례리 1285                   | 김성곤                 | 1998년 11월 13일 지정                                                      |      |
| 346호 |      | 악비 정충록 (岳飛 精忠錄)                                                             | 경남 함안군 군북면 사도리 771-2                  | 함안조씨문중           | 1999년 8월 3일 지정, 2018년 12월 20일 명칭변경                             |      |
| 347호 |      | 조익도공신록권및교지 (趙益道功臣錄券및敎旨)                                           | 경남 함안군 군북면 사도리 771-2                  | 함안조씨문중           | 1999년 8월 3일 지정                                                        |      |
| 348호 |      | 진주청곡사금강역사상 (晉州靑谷寺金剛力士像)                                           | 경남 진주시 금산면 월아산로1440번길 138          | 청곡사                 | 2000년 1월 31일 지정, 2011년 4월 28일 해제, 보물 제1689호로 승격           |      |
| 349호 |      | 진주청곡사영산회상도 (晉州靑谷寺靈山會上圖)                                           | 경남 진주시 금산면 월아산로1440번길 138          | 청곡사                 | 2000년 1월 31일 지정                                                       |      |
| 350호 |      | 진주성전암목조여래좌상 (晉州聖殿庵木造如來坐像)                                       | 경남 진주시 이반성면 장안로65번길 291            | 성전암                 | 2000년 1월 31일 지정                                                       |      |
| 351호 |      | 박익 송은문집 목판 (朴翊 松隱文集 木板)                                               | 경남 밀양시 초동면 신호리 220                    | 밀성박씨송은공파종중   | 2000년 1월 25일 지정, 2018년 12월 20일 명칭변경                            |      |
| 352호 |      | 김계금 서강일고 목판 (金係錦 西岡逸稿 木板)                                           | 경남 김해시 진영로 430-16                        | 김해김씨 서강파종중    | 2000년 1월 25일 지정, 2018년 12월 20일 명칭변경                            |      |
| 353호 |      | 진주의암사적비 (晉州義巖事蹟碑)                                                       | 경남 진주시 남강로 626                           | 진주시                 | 2000년 1월 31일 지정                                                       |      |
| 354호 |      | 양산 통도사 비로암 탱화 (梁山 通度寺 毘盧庵 幀畵)                                     | 경남 양산시                                      | 통도사                 | 2000년 1월 31일 지정, 2018년 12월 20일 명칭변경                            |      |
| 355호 |      | 고성운흥사관음탱화 (固城雲興寺觀音幀畵)                                               | 경남 고성군                                      | 운흥사                 | 2000년 8월 31일 지정, 2011년 4월 28일 해제, 보물 제1694호로 승격           |      |
| 356호 |      | 고성 운흥사 감로도 (固城 雲興寺 甘露圖)                                               | 경남 고성군                                      | 운흥사                 | 2000년 8월 31일 지정, 2018년 12월 20일 명칭변경                            |      |
| 357호 |      | 고성 운흥사 아미타불회도 (固城 雲興寺 阿彌陀佛會圖)                                   | 경남 고성군                                      | 운흥사                 | 2000년 8월 31일 지정, 2018년 12월 20일 명칭변경                            |      |
| 358호 |      | 고성 운흥사 약사불회도 (固城 雲興寺 藥師佛會圖)                                       | 경남 고성군                                      | 운흥사                 | 2000년 8월 31일 지정, 2018년 12월 20일 명칭변경                            |      |
| 359호 |      | 합천 해인사 홍제암 삼화상 진영 (陜川 海印寺 弘濟庵 三和尙 眞影)                       | 경남 합천군 가야면 해인사길 154                  | 해인사                 | 2000년 8월 31일 지정, 2018년 12월 20일 명칭변경                            |      |
| 360호 |      | 합천 중촌리 적연선사 승탑 (陜川 中村里 寂然禪師 僧塔)                                 | 경남 합천군 가회면 중촌리                        | 합천군                 | 2000년 8월 31일 지정, 2018년 12월 20일 명칭변경                            |      |
| 361호 |      | 산청 대원사 신중도 (山淸 大源寺 神衆圖)                                               | 경남 산청군 삼장면 평촌유평로 453 (유평로)       | 대원사                 | 2001년 2월 22일 지정, 2018년 12월 20일 명칭변경                            |      |
| 362호 |      | 산청 대원사 반자 (山淸 大源寺 飯子)                                                   | 경남 산청군 삼장면 평촌유평로 453 (유평리)       | 대원사                 | 2001년 2월 22일 지정, 2018년 12월 20일 명칭변경                            |      |
| 363호 |      | 통영용화사금고 (統營龍華寺金鼓)                                                       | 경남 통영시 봉평동 404                           | 용화사                 | 2001년 9월 27일 지정                                                       |      |
| 364호 |      | 통영용화사목조지장시왕상 (統營龍華寺木造地藏十王像)                                   | 경남 통영시 봉평동 404                           | 용화사                 | 2001년 9월 27일 지정                                                       |      |
| 365호 |      | 양산 통도사 건륭57년명 신중도 (梁山 通度寺 乾隆五十七年銘 神衆圖)                     | 경남 양산시 하북면 지산리 583                    | 통도사                 | 2001년 9월 27일 지정, 2018년 12월 20일 명칭변경                            |      |
| 366호 |      | 양산 통도사 안양암 함평11년명 신중도 (梁山 通度寺 安養庵 咸豊十一年銘 神衆圖)         | 경남 양산시                                      | 통도사                 | 2001년 9월 27일 지정, 2018년 12월 20일 명칭변경                            |      |
| 367호 |      | 합천군수이증영유허비 (陜川郡守李增榮遺墟碑)                                           | 경남 합천군 합천읍 합천리 산2                    | 합천군                 | 2001년 12월 20일 지정                                                      |      |
| 368호 |      | 양산 통도사 지장시왕탱 (梁山 通度寺 地藏十王幀)                                       | 경남 양산시 하북면 지산리 583                    | 통도사                 | 2001년 12월 20일 지정, 2018년 12월 20일 명칭변경                           |      |
| 369호 |      | 양산 통도사 가경17년명 지장시왕탱 (梁山 通度寺 嘉慶十七年銘 地藏十王幀)               | 경남 양산시 하북면 지산리 583                    | 통도사                 | 2001년 12월 20일 지정, 2018년 12월 20일 명칭변경                           |      |
| 370호 |      | 거창만월당 (居昌滿月堂)                                                               | 경남 거창군                                      | 진양정씨은열공손파종중 | 2001년 12월 20일 지정                                                      |      |
| 371호 |      | 양산 통도사 극락회상탱 (梁山 通度寺 極樂會上幀)                                       | 경남 양산시 하북면 지산리 583                    | 통도사                 | 2002년 6월 7일 지정, 2018년 12월 20일 명칭변경                             |      |
| 372호 |      | 양산 통도사 건륭17년명 아미타후불탱 (梁山 通度寺 乾隆十七年銘 阿彌陀後佛幀)           | 경남 양산시 하북면 지산리 583                    | 통도사                 | 2002년 6월 7일 지정, 2018년 12월 20일 명칭변경                             |      |
| 373호 |      | 산청율곡사목조아미타삼존불좌상 (山淸栗谷寺木造阿彌陀三尊佛坐像)                       | 경남 산청군 신등면 율곡사길 182 (율현리)         | 율곡사                 | 2002년 8월 14일 지정                                                       |      |
| 374호 |      | 양산 통도사 창녕포교당 목조석가여래좌상 (梁山 通度寺 昌寧布敎堂 木造釋迦如來坐像)     | 경남 창녕군 창녕읍 신당2길 4-3 통도사 창녕포교당 | 통도사                 | 2002년 8월 14일 지정, 2018년 12월 20일 명칭변경                            |      |
| 375호 |      | 거창심우사목조아미타여래좌상 (居昌尋牛寺木造阿彌陀如來坐像)                           | 경남 거창군                                      | 거창포교당심우사       | 2002년 8월 14일 지정, 2011년 4월 28일 해제, 보물 제1690호로 승격           |      |
| 376호 |      | 양산 통도사 광무4년명 감로탱 (梁山 通度寺 光武四年銘 甘露幀)                          | 경남 양산시 하북면 지산리 583                    | 통도사                 | 2002년 8월 14일 지정, 2018년 12월 20일 명칭변경                            |      |
| 377호 |      | 양산 통도사 건륭40년명 현왕탱 (梁山 通度寺 乾隆四十年銘 現王幀)                       | 경남 양산시 하북면 지산리 583                    | 통도사                 | 2002년 8월 14일 지정, 2018년 12월 20일 명칭변경                            |      |
| 378호 |      | 진주 선조사제문비 (晋州 宣祖賜祭文碑)                                                 | 경남 진주시 선학산길13번길 17-13                 | 화순최씨수우당공파     | 2002년 8월 14일 지정, 2018년 12월 20일 명칭변경                            |      |
| 379호 |      | 함양 용추사 건륭18년명 천룡도 (咸陽 龍湫寺 乾隆四十年銘 天龍圖)                       | 경남 함양군 안의면 상원리 962                    | 용추사                 | 2002년 10월 24일 지정, 2018년 12월 20일 명칭변경                           |      |
| 380호 |      | 함양 용추사 지장시왕상 (咸陽 龍湫寺 地藏十王像)                                       | 경남 함양군 안의면 상원리 962                    | 용추사                 | 2002년 10월 24일 지정, 2018년 12월 20일 명칭변경, 2019년 6월 27일 명칭정정 |      |
| 381호 |      | 양산 통도사 동치5년명 칠성탱 (梁山 通度寺 同治五年銘 七星幀)                          | 경남 양산시 하북면 지산리 583                    | 통도사                 | 2002년 12월 27일 지정, 2018년 12월 20일 명칭변경                           |      |
| 382호 |      | 양산 통도사 함풍11년명 칠성탱 (梁山 通度寺 咸豊十一年銘 七星幀)                       | 경남 양산시 하북면 지산리 583                    | 통도사                 | 2002년 12월 27일 지정, 2018년 12월 20일 명칭변경                           |      |
| 383호 |      | 진주 송정종택 고문서 (晉州 松亭宗宅 古文書)                                           | 경남 진주시 수곡면 사곡리                        | 하병태                 | 2002년 12월 27일 지정, 2018년 12월 20일 명칭변경                           |      |
| 384호 |      | 하동 쌍계사 삼장보살탱 (河東 雙磎寺 三藏菩薩幀)                                       | 경남 하동군 화개면 운수리 208                    | 쌍계사                 | 2003년 4월 17일 지정, 2018년 12월 20일 명칭변경                            |      |
| 385호 |      | 하동 쌍계사 팔상전 신중탱 (河東 雙磎寺 八相殿 神衆幀)                                 | 경남 하동군 화개면 운수리 208                    | 쌍계사                 | 2003년 4월 17일 지정, 2018년 12월 20일 명칭변경                            |      |
| 386호 |      | 하동 쌍계사 국사암 아미타후불탱 (河東 雙磎寺 國師庵 阿彌陀後佛幀)                     | 경남 하동군 화개면 운수리 208                    | 쌍계사                 | 2003년 4월 17일 지정, 2018년 12월 20일 명칭변경                            |      |
| 387호 |      | 밀양영산정사석조여래좌상 (密陽靈山精舍石造如來坐像)                                   | 경남 밀양시 무안면 가례리 1285                   | 김성곤                 | 2003년 4월 17일 지정                                                       |      |
| 388호 |      | 산청 심적사 추파당대사 승탑 및 탑비 (山淸 深寂寺 秋波堂大師 僧塔 및 石碑)             | 경남 산청군 산청읍 웅석봉로 495 (내리)           | 심적사                 | 2003년 6월 12일 지정, 2018년 12월 20일 명칭변경                            |      |
| 389호 |      | 산청 심적사 한암대사 승탑 및 탑비 (山淸 深寂寺 寒巖大師 浮屠 및 石碑)                 | 경남 산청군 산청읍 웅석봉로 495 (내리)           | 심적사                 | 2003년 6월 12일 지정, 2018년 12월 20일 명칭변경                            |      |
| 390호 |      | 양산 대성암 감지금은니대방광불화엄경 (梁山 大成庵 紺紙金銀泥大方廣佛華嚴經)           | 경남 양산시 하북면 용연리 산9 대성암             | 대성암                 | 2003년 9월 18일 지정, 2018년 12월 20일 명칭변경                            |      |
| 391호 |      | 양산대성암소장대승기신론소 (梁山大聖庵所藏大乘起信論疏)                               | 경남 양산시 하북면 용연리 산9 대성암             | 대성암                 | 2003년 9월 18일 지정, 2011년 4월 29일 해제, 보물 제1713호로 승격           |      |
| 392호 |      | 김해 원명사 지장보살본원경 (金海 圓明寺 地藏菩薩本願經)                               | 경남 김해시                                      | 박형국                 | 2003년 9월 18일 지정, 2018년 12월 20일 명칭변경                            |      |
| 393호 |      | 양산대성암소장춘추좌씨전구해 (梁山大聖庵所藏春秋左氏傳句解)                           | 경남 양산시 하북면 용연리 산9 대성암             | 대성암                 | 2003년 9월 18일 지정, 2011년 4월 29일 해제, 보물 제1208-2호로 승격         |      |
| 394호 |      | 양산대성암소장입학도설 (梁山大聖庵所藏入學圖說)                                       | 경남 양산시 하북면 용연리 산9 대성암             | 대성암                 | 2003년 9월 18일 지정, 2011년 4월 29일 해제, 보물 제1136-2호로 승격         |      |
| 395호 |      | 양산 대성암 춘추호씨전 (梁山 大聖庵 春秋胡氏傳)                                       | 경남 양산시 하북면 용연리 산9 대성암             | 대성암                 | 2003년 9월 18일 지정, 2018년 12월 20일 명칭변경                            |      |
| 396호 |      | 양산 대성암 집주두공부초당시 (梁山 大聖庵 集註杜工部草堂詩)                           | 경남 양산시 하북면 용연리 산9 대성암             | 대성암                 | 2003년 9월 18일 지정, 2018년 12월 20일 명칭변경                            |      |
| 397호 |      | 양산대성암소장동인시화 (梁山大聖庵所藏東人詩話)                                       | 경남 양산시 하북면 용연리 산9 대성암             | 대성암                 | 2003년 9월 18일 지정, 2011년 4월 29일 해제, 보물 제1712호로 승격           |      |
| 398호 |      | 양산 대성암 두공부시범덕기비선 (梁山 大聖庵 杜工部詩范德機批選)                       | 경남 양산시 하북면 용연리 산9 대성암             | 대성암                 | 2003년 9월 18일 지정, 2018년 12월 20일 명칭변경                            |      |
| 399호 |      | 합천 해인사 대적광전 중건 상량문 (陜川 海印寺 大寂光殿 重建 上樑文)                   | 경남 합천군 가야면 치인4길 118-4                 | 해인사성보박물관       | 2003년 9월 18일 지정, 2018년 12월 20일 명칭변경                            |      |
| 400호 |      | 합천 해인사 동제소종 (陜川 海印寺 銅製小鍾)                                           | 경남 합천군 가야면 치인4길 118-4                 | 해인사성보박물관       | 2003년 9월 18일 지정, 2018년 12월 20일 명칭변경                            |      |